# Чернюх Богдан Васильович
Чернюх Богдан Васильович — філолог-класик, професор Львівського національного університету імені Івана Франка, доктор філологічних наук.

## Біографія
Народився 24 червня 1965 року у місті Львові у сім'ї робітників.
У 1987 році закінчив факультет іноземних мов Львівського державного університету імені Івана Франка.
У 1987—1990 роках працював лаборантом кафедри класичної філології.
З 1990 по 1992 рік навчався у аспірантурі при згаданій кафедрі.
З 1992 року працював на посадах асистента і доцента кафедри класичної філології.
З 2002 р. — завідувач кафедри класичної філології.
1994 році у Львівському державному університеті ім. Івана Франка захистив кандидатську дисертацію на тему «Категорії виду і часу в дієслівній системі латинської мови I—II ст. н. е.», яка набула характеру серйозного монографічного дослідження, присвячена функціонуванню видо-часових форм в художній прозі Петронія і Апулея.
У 2017 р. у Київському національному університеті імені Тараса Шевченка захистив докторську дисертацію «Функціональна семантика аспектуальності в латинській мові».
Богдан Васильович продовжує займатися латинським дієсловом, досліджуючи його аспектуальну семантику. Провів чимало наукових досліджень пов'язаних з проблемами граматичної семантики класичних мов, порівняльного індоєвропейського мовознавства.

## Видання навчальної літератури
У зв'язку з гуманізацією освіти і впровадженням латинської мови як навчальної дисципліни у деяких середніх навчальних закладах виникла гостра потреба подачі у доступній і наочній формі дітям основ латинської мови. На цю ситуацію швидко відреагували Б. Чернюх та Олексій Сафроняк, написавши «Abecedarium Latinum» (Латинський буквар).
У навчальному процесі широко використовується підручник «Латинська мова» Романа Оленича, Ігоря Оленича, Богдана Чернюха.
Також видав «Історичну граматику латинської мови».

## Список публікацій
Монографії: Латинське дієслово: аспект і акціональність. Львів: Видавничий центр ЛНУ імені І. Франка, 2017. — 488 с.
Підручники:
- Латинська мова (підручник для гімназій) — Львів: Світ, 1994; 2008 (у співавторстві).
- Латинський буквар.- Львів: Світ, 1995 (у співавторстві).
- Історична граматика латинської мови. — Львів: Видавничий центр ЛНУ імені І. Франка, 2008. — 292 с.

Статті:
- Модальна семантика форм індикатива у латинській мові // Іноземна філологія. 1995. Вип. 108. С. 127—133.
- Perfectum indicativi в латинській мові // Щорічні записки з класичної та романської філології. 1995. № 2. Одеса. С. 14–22.
- Темпоральна семантика perfectum indicativi в латинській мові // Іноземна філологія. 1996. Вип. 109. С. 134—140.
- Дієслівний вид в українській та латинській мовах // Проблеми зіставної семантики. Київ, 1999. С. 273—277.
- Категорії виду і часу в індоєвропейській дієслівній системі // Іноземна філологія. 2001. Вип. 112. С. 68–71.
- Семантика виду і точка відліку: опозиція «імперфект/перфект» в латинській мові // Вісник Львівського університету. Серія: Іноземні мови. 2002. Вип. 10. С. 249—256.
- Аспектуальність в латинській мові: історія і перспективи дослідження // Вісник Львівського університету. Серія: Іноземні мови. 2005. Вип. 12. С. 239—247.
- Розвиток семантики майбутнього II у ранній латині // Вісник Львівського університету. Серія: Іноземні мови. 2006. Вип. 13. С. 171–75.
- Індоєвропейський суфікс –ske/o- та його реалізація у латинській мові // Мовні і концептуальні картини світу. 2007. Вип. 21. Ч. 3. С. 257—261.
- Дієслівна префіксація у ранній латині: префікс per- // Сучасні проблеми лінгвістичних досліджень і методика викладання іноземних мов професійного спілкування у вищій школі: Збірник наукових праць. — Львів: ВЦ ЛНУ ім. І. Франка, 2007. — С. 196—198.
- Gebrauch und Funktion der Erzähltempora im frühmittelälterlichen Latein // Limbaje şi comunicare IX. Evoluţia şi functionarea limbii — perspective normative în noul context European. Partea I. Suceava, 2007. Р. 308—314.
- Дієслівний вид і модальність: латинський імперфект // Вісник Львівського університету. Серія: Іноземні мови. 2008. Вип. 15. С. 267—273;
- Засоби вираження дієслівної множинності у латинській мові // Наукові записки. Серія: Філологічні науки (Мовознавство). 2008. Т. 75 (4). Кіровоград. С. 116—119.
- Роль видової опозиції у наративному контексті // Мова і культура. 2008. Вип. 10. Т. III (103). Київ. С. 126—132.
- Вид і структура тексту // «Од слова путь верстаючи до слова…». Збірник на пошану Роксолани Петрівни Зорівчак. Львів, 2008. С. 670—680.
- Засоби вираження інхоативності в латинській мові // Наукові записки. Серія: Філологічні науки (Мовознавство). 2009. Т. 81(1). Кіровоград. С. 37–41.
- Латинський перфект: perfectum чи praeteritum perfectum // Нова філологія. 2009. Вип. 35. С. 170—175.
- Семантика і прагматика наративних часів у пізній латині (на матеріалі «Itinerarium Egeriae») // Лінгвістичні студії. 2009. Вип. 19. Донецьк. С. 54–58.
- Аспектуальна семантика предикатів у підрядних реченнях часу: речення з dum, donec, quoad // Іноземна філологія. 2010. Вип. 122. С. 86 — 92.
- Категорія інтенсивності та латинське дієслово // Нова філологія. 2010. Вип. 38. С. 222—228.
- Концепти-примітиви і аспектуальність у латинській мові // Вісник Харківського національного університету імені В. Н. Каразіна. Серія: Філологія. 2010. № 910. Вип. 60. Ч. І. С. 125—129.
- Семантика та прагматика наративних часів у латинській поезії (Овідій "Метаморфози, ІІ, 1–324) // Вісник Харківського національного університету імені В. Н. Каразіна. Серія: Філологія. 2010. № 901. Вип. 59. С. 36–39.
- Принципи організації функціонально-семантичного поля аспектуальності у латинській мові // Лінгвістичні та методичні проблеми навчання мови як іноземної. Полтава, 2010. С. 523—525.
- Акціональність і дієслівна префіксація: префікс con- // Науковий вісник Чернівецького університету: Збірник наукових праць. 2011. Вип. 565. Романо-слов'янський дискурс. Чернівці. С. 147—150.
- Акціональні параметри латинського дієслова: дієслівний характер // Ювілейний збірник на пошану професора Богдана Васильовича Максимчука. Львів: ВЦ ЛНУ, 2011. С. 257—265.
- Infinitivus perfecti у латинській мові: особливості семантики та функціонування // Studia linguistica. 2011. Вип. 5. Частина 2. С. 3–9.
- Resultativity and its Expression in Latin // Актуальные проблемы лингвистики и лингводидактики в контексте современных подходов. Материалы международной научно-практической конференции. — Комрат: Комрат. гос. ун-т, 2011. С. 105—109
- Аспектуальний конфлікт у латинській мові // Пристрасть науки. Львів: ЛНУ ім. Івана Франка, 2012. С. 179—188.
- Супрапретерітальність і латинський плюсквамперфект // Не йти вперед — це йти назад. Збірник на пошану Паславської Алли Йосипівни. Львів: Паіс, 2013. С. 296—308.
- Класична філологія у Львівському університеті(1946—2013) // Журнал «Вісник Львівського університету». Серія історична. Вип. 49 С.340-349

(Опис: У статті проаналізовано діяльність кафедри класичної філології Львівського університету у період з 1946 р. до наших днів. Основну увагу зосереджено на ключових постатях, наукових і методичних досягненнях кафедри, а також діяльності кафедри в сфері художнього перекладу з класичних мов.)
- Дієслівна множинність у пізній латині: фреквентативно-інтенсивні дієслова (на матеріалі «Римської історії» Амміана Марцелліна) // Григорій Бостан — 75. Актуальні проблеми румунської філології. Чернівці: Місто, 2015. С. 549—558.

- Длительность и аспектуальная семантика (на материале латинского и (древне)греческого языков) // Золотая строфа. 2014. Вып. 4. Краснодар. С. 113—114.

- Два глагола с семантикой лимитативности: finire vs terminare // Индоевропейское языкознание и классическая филология — XXI. Санкт-Петербург: Наука, 2017. — С. 850—861

(Описание: Объектом исследования является семантика и функционирование глаголов finire и terminare объединенных общим значением лимитативности. Осуществленный анализ позволяет констатировать их синонимию, обусловленную близостью значений существительных finis и terminus, лежащих в их основе. Частотность употребления и выбор семантических оттенков упомянутых глаголов в определенной степени зависит от характера текста. Значительная роль в выборе того или иного глагола принадлежит личностным предпочтениям конкретного автора, что позволяет говорить не о закономерностях, а лишь о существующих тенденциях.)
- Функционально-семантическое поле лимитативности в латинском языке // Universum: Филология и искусствоведение: электрон. научн. журн. 2017. № 4(38). URL: http://7universum.com/ru/philology/archive/item/4661 [Архівовано 22 березня 2019 у Wayback Machine.]

(Описание: В представленной статье анализируется структура и семантика микрополя лимитативности, которое является центральным в структуре функционально-семантического поля аспектуальности в латинском языке. Семантическое ядро данного микрополя образуют зоны перфективности и имперфективности. Формальные средства выражения лимитативности представлены аналитическими конструкциями с фазовыми глаголами, глагольными временами системы перфекта, а также лексико-семантическими разрядами предельных/непредельных глаголов.)
- Verba perfecta in typologischer Hinsicht // Studia Europaea Gnesnensia. 2017. Vol. 15. S. 299—305
- The Perfect and Semantics of Perfectivity in Latin // Meridian Critic.2017. Vol. 28. N 1. P. 245—251

(Discription: From a semantic point of view, perfectivity is realized in Latin as a complex of meanings combined around the notion of limit, but different in their nature. The particular meanings of limitativity, inceptivity, completivity and punctuality are distinguished. The realization of each of them is closely related to actional semantics of predicates as well as to the context. The analysis of correlation between the particular meaning of perfectivity and actionality (resp. context) in Latin is the question under research in this article.)
- Латынь «Жития Эммерама» Арибо из Фрайзинга// Индоевропейское языкознание и классическая филология — XXII. СПб: Наука, 2018. — С. 1343—1354
- Vita Corbiniani episcopi Baiuvariorum: лінгвістичний аспект / Богдан Чернюх // Docendo discimus: ювілейний збірник на пошану Сулима Володимира Трохимовича: збірник наукових праць. Львів: ЛНУ імені Івана Франка, 2018. С. 338—350
- Функціонально-семантичне субполе проспективності в латинській мові // Журнал «Науковий вісник» Дрогобицького державного педагогічного університету імені Івана Франка. Серія «Філологічні науки» (Мовознавство) 2018.Том.10 С. 153—156
- Прикметники dulcis та amarus у творах Вергілія // Журнал «Науковий вісник» Херсонського державного університету. Серія «Лінгвістика».2018.Том.34. Вип.2 С.98-102
- Suavis und dulcis bei Aurelius Augustinus // Журнал «Graeco-Latina Brunensia». 2018 Том.23 Вип.2. С.25-42 Видавець: Masaryk University